# Gaasperdammertunnel
De Gaasperdammertunnel is een tunnel in de autosnelweg A9. Het kunstwerk maakt deel uit van het wegenbouwproject Project Schiphol-Amsterdam-Almere (SAA).

## Tunnel
De tunnel ligt tussen de spoorlijn Amsterdam-Utrecht en het riviertje de Gaasp. Op 5 juli 2020 is de tunnel officieel geopend, sindsdien kan het verkeer richting knooppunt Holendrecht door de tunnel rijden. De tunnelbuis voor doorgaand verkeer richting knooppunt Diemen is op 28 september geopend; de vierde tunnelbuis op 23 november 2020. De vijfde tunnelbuis met de wisselbaan gaat open in 2026 als het aangrenzende project Badhoevedorp-Holendrecht gereed is.
De weguitbreiding is aangelegd door de bouwcombinatie IXAS, die speciaal voor dit project is opgericht. Dit consortium bestaat uit Ballast Nedam, Heijmans, Fluor en 3i Infrastructure. De opdrachtgever Rijkswaterstaat heeft met IXAS een zogenaamd DBFM-contract afgesloten. DBFM staat voor Design, Build, Finance en Maintain. Dit wil zeggen, dat het consortium het ontwerp maakt, de bouw realiseert, het project voorfinanciert en na de openstelling nog twintig jaar verantwoordelijk blijft voor beheer en onderhoud.
De tunnel is gelegen in Amsterdam-Zuidoost. Hij is drie kilometer lang en was bij de oplevering de langste landtunnel van Nederland. De tunnel bestaat uit vijf tunnelbuizen; twee met elk drie rijstroken, twee met elk twee rijstroken en een buis voor een wisselbaan. De tunnelbuizen zijn niet afgezonken; ze liggen op maaiveldniveau. Er overheen wordt het talud van een park aangelegd. Na drie jaar bouwen werd in maart 2018 gemeld dat de tunnelbuizen gereed waren, maar dat vervolgens minstens twee jaar gewerkt moest worden aan de inrichting van de tunnel, bijvoorbeeld aan kabelgoten (er moest circa 1000 km kabel gelegd worden), 5500 lichtbakken, 140 ventilatoren, 360 camera's, 791 luidsprekers en 553 noodtelefoons. Daarbij werd zoveel mogelijk duurzaam materiaal gebruikt, zoals ledverlichting en lichtgekleurd reflecterend asfalt. Regenwater dat met de vervoersmiddelen de tunnel wordt ingenomen, wordt opgeslagen in bassins, vanwaaruit de brandblusinstallatie in eerste instantie haar bluswater haalt. Materialen die voor de bouw verwijderd moesten worden, werden elders gebruikt. Zo zouden de te kappen bomen gebruikt worden voor speeltuinen en afgegraven zand voor een strandje aan de Gaasperplas. De tunnel wordt bediend vanuit de Verkeerscentrale Noordwest-Nederland in Velsen, maar ook handmatige bediening blijft mogelijk.
Na de opening van de tunnel zal het oude wegdek worden gesloopt en wordt op het dak een groot park aangelegd, onder andere ter compensatie van 10.000 bomen die in het gebied gekapt moesten worden.
De s112 (Gooiseweg) gaat over de tunnel heen via een ovatonde.

## Park
Na de oplevering van het tunnelsysteem in november 2020 werd begonnen met de inrichting van het Brasapark, dat op de tunnelbuis wordt gesitueerd. Het levert een groenstrook van 75 meter (breedte) bij 3000 meter (lengte) op en tevens een verbinding tussen het Nelson Mandelapark en het Gaasperpark. Het nieuwe park is qua grootte het grootste van Amsterdam. Men begon al in 2013, dus nog voor de bouw, met plannen maken voor dit park. Rekening moest worden gehouden met de belastbaarheid van het tunneldak, en er werd gekeken welke bomen geschikt waren voor een ondiepe bodem. Tevens was een belangrijk vraagstuk hoe de watervoorziening geregeld moest worden. De bodem moest voldoende water kunnen vasthouden voor de voeding van de bomen, maar er mocht geen water op het tunneldak blijven staan. In het voorjaar 2021 is begonnen met de eigenlijke aanleg. Gekozen werd voor een bodemlaag van één meter dikte. Die meter bestaat uit een zandlaag met drainagesysteem, een laag teelaarde en wederom een zandlaag. Als bomen zijn acacia’s, zwarte moerbei, mispel en zoete kers gekozen; breedwortelende bomen. Omringende bomen moeten doorvliegroutes en onderdak vormen voor uilen, vleermuizen, vlinders en insecten. Om direct enig volume te hebben werden volwassen bomen geplant. Het zal evenwel nog jaren duren voordat het park volgroeid is.
Het park werd op 10 maart 2022 geopend, waarbij de naam Brasapark bekendgemaakt werd. Brasa is Surinaams voor omhelzing. Deze naam was de wens van de het voorgaand jaar overleden Roy Ristie.

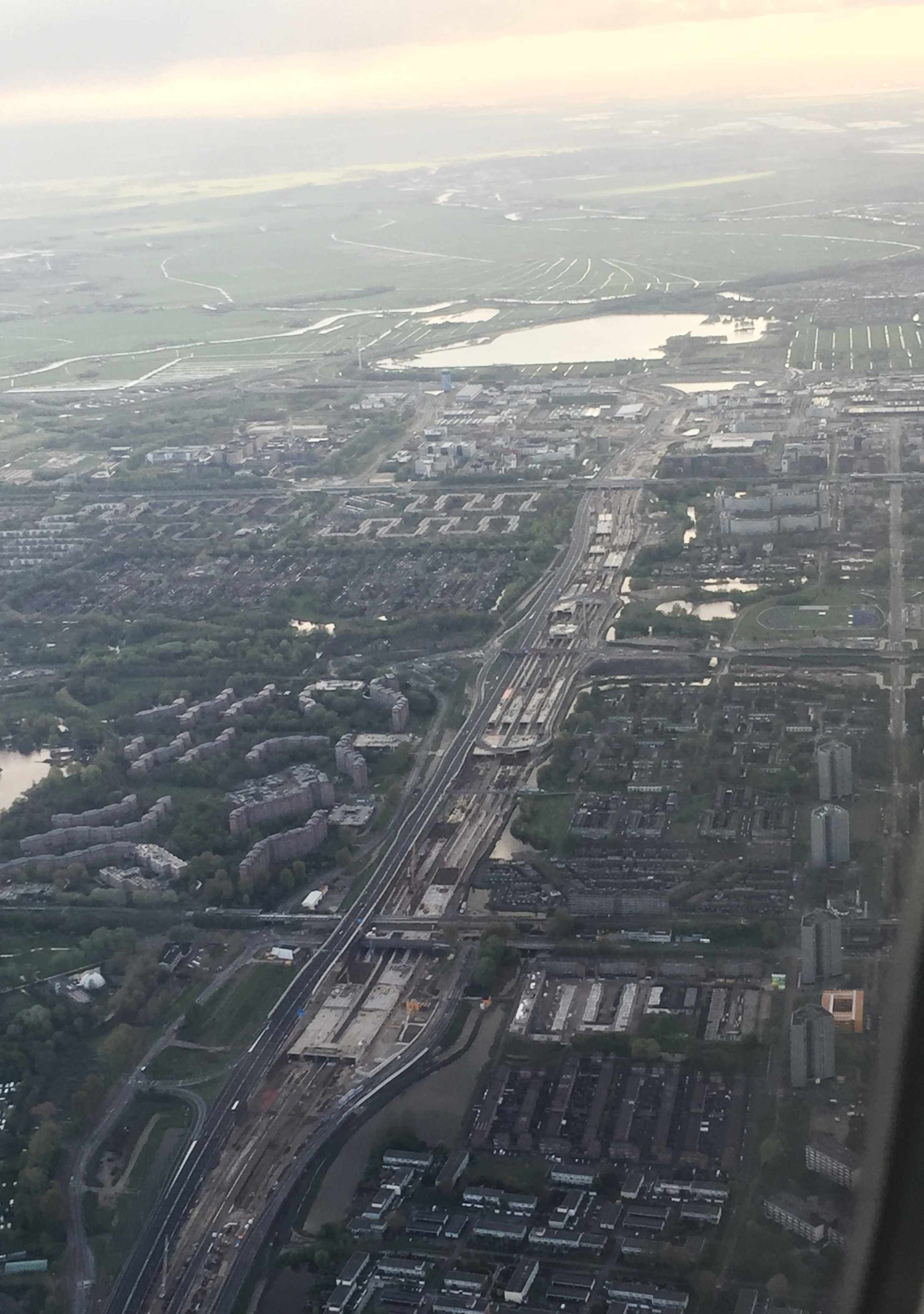
De Gaasperdammertunnel in aanbouw (2017)
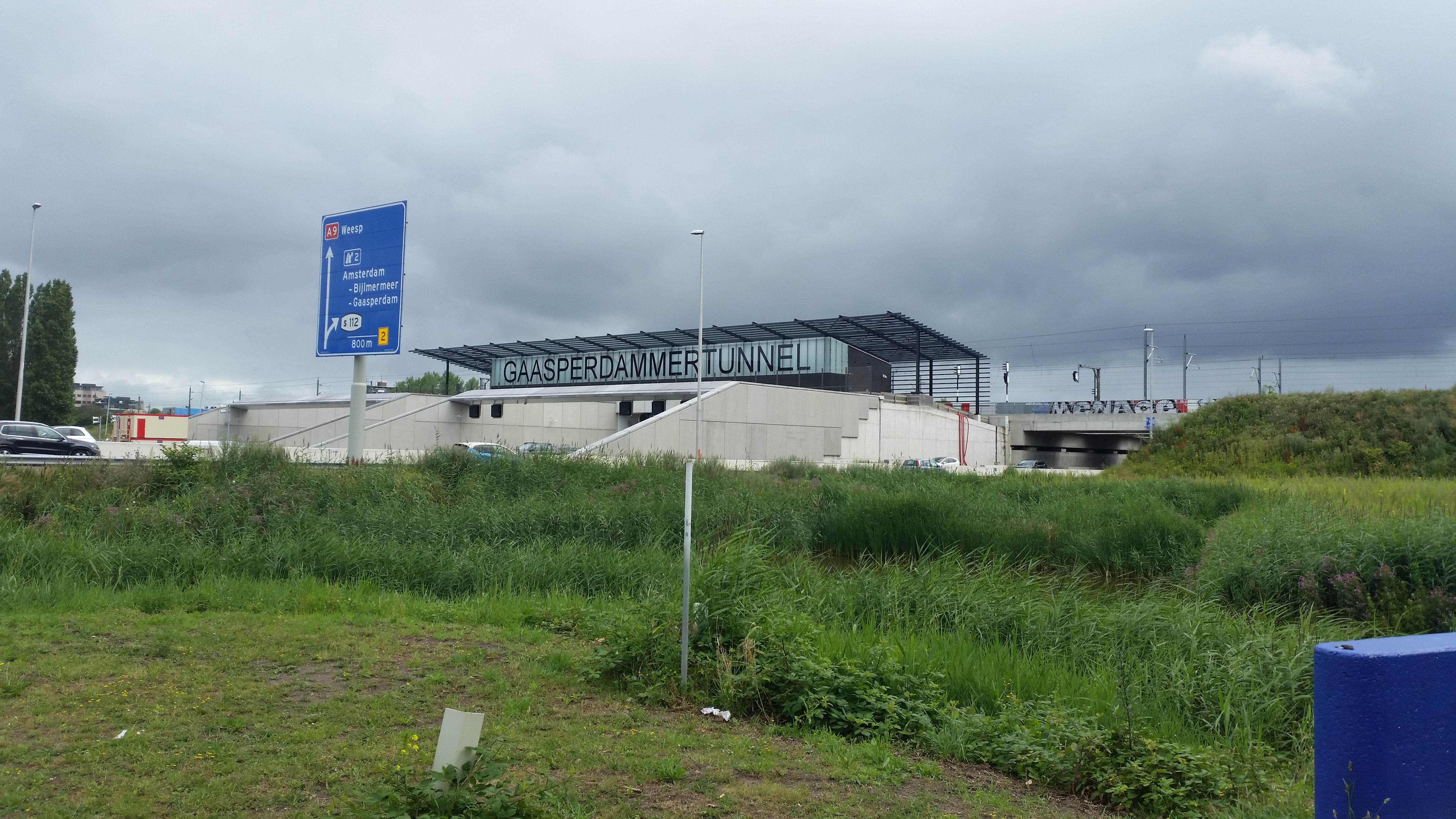
Westelijk eind (juli 2019)